# 청라 엑슬루 타워
청라 엑슬루 타워(영어: Cheongna Exllu Tower)는 대한민국 인천광역시 서구 청라국제도시에 위치한 초고층 아파트 단지다. 아파트 2개동과 오피스텔 1개동으로 구성되어 있는데 101동은 오피스텔이고 102동, 103동은 아파트다.

## 역사
인천 청라지구에 2008년 5월 분양 예정인 아파트를 분양한다고 하는데 하반기로 연기했다. 8월에 오피스텔의 분양이 완료되었고 11월 21일에 아파트 분양이 완료되었다. 26일에는 상가 분양이 완료되었다. 같은 해에 착공하여 2011년에 완공했다. 완공 이후 청라국제도시에서 가장 높은 아파트가 되었다. 이후 2017년에 금연아파트 현판식을 가졌다.

## 구성
| 동 명칭 | 층수 | 높이 |
| ------- | ---- | ---- |
| 101동   | 47층 | 156m |
| 102동   | 55층 | 190m |
| 103동   | 55층 | 190m |

## 높이
아파트와 오피스텔은 높이마다 다르다. 청라 더샵 레이크파크 451동(58층, 193m)가 완공되기 전까지는 청라국제도시에서 가장 높았다. 이후 청라국제도시에서 가장 높은 건물은 청라 더샵 레이크파크 451동(58층, 193m)이 청라 엑슬루 타워(102동, 103동 55층, 190m)보다 높게 건설하여 2013년에 완공된 것이다.

## 특징
아파트와 오피스텔이 있다. 아파트 2개동 주변에는 오피스텔이 있고 오피스텔 주변에는 아파트 2개동이 있다. 101동은 오피스텔이고 102동과 103동은 아파트다. 난방방식은 개별난방과 열병합이고 주차대수는 1,673대다. 중대형 평수는 38평, 42평, 45평, 54평, 61평이 있다. 인천아시아드주경기장, 검암역에서 보이는 아파트와 오피스텔이다.

## 내부 시설

### 101동
| 층수       | 시설        |
| ---------- | ----------- |
| 3층 ~ 47층 | 오피스텔 등 |
| 2층        | 상업시설    |
| 1층        | 로비        |
| 지하 1층   | 지하주차장  |

### 102동, 103동
| 층수                              | 시설       |
| --------------------------------- | ---------- |
| 3층 ~29층,30층 피난구역 31층~55층 | 아파트 등  |
| 2층                               | 상업시설   |
| 1층                               | 로비       |
| 지하 1층                          | 지하주차장 |

## 교통
- ● 서울 지하철 7호선 - 커낼웨이역(2027년 예정)

## 같이 보기
- 대한민국의 마천루 목록
- 인천광역시의 마천루 목록